# Lesław Żurek
Lesław Żurek (ur. 30 czerwca 1979 we Wrocławiu) – polski aktor filmowy, telewizyjny i teatralny.

## Życiorys

### Wczesne lata
Urodził się we Wrocławiu. Wychował się w Kostomłotach, w powiecie średzkim, gdzie jego matka pracowała na stanowisku sekretarza gminy. Ma starszego brata. Uczęszczał do wrocławskiego IV Liceum Ogólnokształcącego im. S. Żeromskiego. W 2005 ukończył  Państwową Wyższą Szkołę Teatralną w Krakowie.

### Kariera
Podczas studiów, w 2005, zdobył wyróżnienie za rolę Merkucja w tragedii Szekspira Romeo i Julia w reżyserii Ewy Kutryś na XXIII Festiwalu Szkół Teatralnych w Łodzi. W latach 2005–2007 występował na deskach krakowskiego Teatru im. J. Słowackiego w Kordianie Słowackiego. Grywał również w prywatnych warszawskich teatrach Wytwórnia, Kamienica i Bajka, Capitol.
Na ekranie zadebiutował epizodyczną rolą w noweli Andrzeja Jakimowskiego Torba, będącej częścią dramatu społecznego Solidarność, Solidarność... (2005). Następnie zagrał w dramacie Oda do radości (2005) wyreżyserowanym przez trójkę reżyserów Annę Kazejak-Dawid, Jana Komasę i Macieja Migasa, a także w serialu Egzamin z życia (2005–2008) jako Grzegorz Kopczyński, brat Konrada (Michał Sitarski). Wystąpił też gościnnie w serialach: Na dobre i na złe (2006), Magda M. (2006) czy Ekipa (2007). Zagrał główną rolę męską Karola w nagrodzonym na Festiwalu w Wenecji dramacie Kena Loacha Polak potrzebny od zaraz (It’s a Free World, 2007).
Przełomem w jego karierze okazała się kreacja porucznika Michała Janickiego, polskiego oficera zakochanego w żonie rosyjskiego pilota w miniserialu polsko-rosyjskim i melodramacie Waldemara Krzystka Mała Moskwa (2008), który został bardzo dobrze przyjęty przez publiczność i krytyków oraz przyniósł nominację do Złotej Kaczki, Nagrody im. Zbyszka Cybulskiego. W międzynarodowej produkcji – dreszczowcu politycznym Izolator (Warsaw Dark, 2008), w reżyserii australijskiego operatora i reżysera Chrisa Doyle’a, wystąpił jako policjant Paul.
Pracował też na planie Kryminalnych (2004–2008), Układu warszawskiego (2011), Przyjaciółek (2012–2016) czy Barw szczęścia (2012–2016). Dołączył do obsady serialu komediowo-politycznego Ucho Prezesa (2017–2018) jako Ryszard z Nowoczesnej i opery mydlanej Polsat Pierwsza miłość (2019) jako Mateusz Stik, znany i ceniony w branży trener biznesu, z którym bliskie kontakty miała Emilka (Anna Ilczuk).
Użyczył swojego głosu, m.in. w Thor ratuje przyjaciół (2011), Krudowie (2013), Hobbit: Pustkowie Smauga (2013), Hobbit: Bitwa Pięciu Armii (2014) i Wiedźmin 3: Dziki Gon (2015). Wystąpił w teledysku do piosenki Haliny Mlynkovej „Kobieta z moich snów” (2011) i Ani Rusowicz „Ja i Ty” (2011). W 2013 wziął udział w kampanii społecznej zorganizowanej przez Muzeum Powstania Warszawskiego „Rozejrzyj się. Może go znasz?”.
W 2021 zwyciężył w finale czternastej edycji programu rozrywkowego Polsatu Twoja twarz brzmi znajomo, wcielając się w Zbigniewa Wodeckiego z piosenką „Chałupy Welcome To”.

## Filmografia
- 1999: Na dobre i na złe
- 2002: Klan – kelner
- 2005: Solidarność, Solidarność... – student, właściciel torby
- 2005: Oda do radości – Wiktor
- 2005–2008: Egzamin z życia – Grzegorz Kopczyński
- 2006: Na dobre i na złe – Marek Szala (odc. 250)
- 2006: Magda M. – Norbert Jarecki (odc. 41)
- 2006: Pogoda na piątek – chłopak na imprezie u córek Grażyny
- 2007: Regina – Dawid Raj
- 2007: Ogród Luizy – Di Caprio
- 2007: Myjnia (etiuda szkolna) – Olek
- 2007: Polak potrzebny od zaraz – Karol
- 2007: Ekipa – dziennikarz (odc. 11)
- 2007: Ballada o kluczu (spektakl telewizyjny) – młody śpiewak
- 2008: Wiem, kto to zrobił (etiuda szkolna)
- 2008: Mała Moskwa – porucznik Michał Janicki
- 2008–2009: Londyńczycy – Andrzej
- 2008: Limuzyna – Paweł
- 2008: Kryminalni – komisarz Rafał Król, oficer CBŚ (odc. 94, 96–101)
- 2008: Izolator (Warsaw Dark) – policjant Paul
- 2009: Wyłączność – Szymon Markowski
- 2009: Randka w ciemno – Kuba, przyjaciel Majki
- 2009: Orkiestra niewidzialnych instrumentów – Rafał
- 2009: Ojciec Mateusz – Robert Serczyk (odc. 29)
- 2009: Naznaczony – Wit, brat Natalii (odc. 4)
- 2009: Mniejsze zło – Kamil Nowak
- 2009: Hel – Kamil, syn Piotra
- 2010: Oni szli szarymi szeregami – Tadeusz „Zośka” Zawadzki
- 2010: Nie ten człowiek – Boguś
- 2010: Hotel 52 – Rafał, mąż Marzeny (odc. 2)
- 2010: 1920. Wojna i miłość – Mieczysław Pijanowski (odc. 1–5, 9, 12–13)
- 2011: Usta usta – Darek, ratownik na pływalni (odc. 30–35)
- 2011: Układ warszawski – Marek Oporny
- 2011–2013: Przepis na życie – Maciej Błoński
- 2011: Los numeros – podkomisarz Kuba Krzemień
- 2012–2015: Przyjaciółki – Wojtek Niemczyk, były chłopak Zuzy
- 2012: Offline (krótkometrażowy) – kolega Kasi
- 2012: Biec w stronę ty (krótkometrażowy) – Piotr
- 2014–2016: O mnie się nie martw – Adam Madejski, mąż Joanny
- 2014: Komisarz Alex – Krzysztof Solski vel Rafał Dragan (odc. 62)
- 2014: Czas honoru. Powstanie – Burkhalter (odc. 9)
- 2015: Na wieży Babel – mężczyzna
- 2015: Klezmer – Michał
- 2015: Amazonia (spektakl telewizyjny) – Krzysztof
- 2016: Pierwszy dzień lata – Filip
- 2016: Ojciec Mateusz – dr Tomasz Wróbel (odc. 206)
- 2016: Na dobre i na złe – Sławomir Wawroniecki, mąż Emilii (odc. 650)
- od 2016: Barwy szczęścia – Bruno Stański, syn Amelii
- 2017: Wojna – moja miłość (spektakl telewizyjny) – Roger
- 2017: Aurora Borealis: Északi fény – Anton
- 2017–2018: Blondynka – Andrzej Błażejczyk, bratanek księdza, partner Jagny (odc. 68–72, 74, 76–79, 83)
- 2018: Zabawa, zabawa – chirurg
- 2019–2020, 2022, od 2024: Pierwsza miłość – Mateusz Stik, trener biznesu
- 2019: Pan T. – handlujący nożami
- 2019: 1800 gramów – lekarz
- 2020: Zieja – biskup
- 2020: Stulecie Winnych – ksiądz Ignacy Winny
- 2020: Ludzie i bogowie – Igo Sym

## Polski dubbing
- 2009: Planeta 51
- 2009: Alvin i wiewiórki 2
- 2009: Huntik: Łowcy tajemnic – Tersley
- 2011: Thor ratuje przyjaciół – Thor
- 2013: Jack pogromca olbrzymów – Jack
- 2013: Krudowie – Gaj
- 2013: Hobbit: Pustkowie Smauga – Legolas
- 2014: Hobbit: Bitwa Pięciu Armii – Legolas
- 2015: Wiedźmin 3: Dziki Gon – Lambert

## Nagrody i wyróżnienia
- 2005: wyróżnienie za rolę Merkucja w Romeo i Julii na XXIII Festiwalu Szkół Teatralnych w Łodzi

## Role teatralne
| data premiery | tytuł                                                         | autor                               | reżyser                                 | rola            | teatr                                                        |
| ------------- | ------------------------------------------------------------- | ----------------------------------- | --------------------------------------- | --------------- | ------------------------------------------------------------ |
| 2004          | Pragmatyści                                                   | Stanisław Ignacy Witkiewicz         | Marcin Wierzchowski                     |                 | PWST Kraków                                                  |
| 2005          | Romeo i Julia                                                 | William Shakespeare                 | Ewa Kutryś                              | Merkucjo        | PWST Kraków                                                  |
| 2006          | Kordian                                                       | Juliusz Słowacki                    | Janusz Wiśniewski                       | Podchorąży      | Teatr im. Juliusza Słowackiego w Krakowie                    |
| 2009          | Werter w Nowym Jorku                                          | Tim Staffel                         | Bartłomiej Potoczny                     |                 | Teatr Wytwórnia Warszawa                                     |
| 2009          | Motyle są wolne                                               | Leonard Gershe                      | Leonard Gershe                          | Don             | Teatr Kamienica Warszawa                                     |
| 2010          | Wariatka                                                      | Nadeżda Ptushkina                   | Grzegorz Chrapkiewicz                   | On/Aleksiej     | Teatr Bajka Warszawa                                         |
| 2010          | Antoine                                                       | Jakub Przebindowski                 | Jakub Przebindowski                     | Antoine         | przedstawienie impresaryjne                                  |
| 2010          | Jesteś Bogiem: Paktofonika – Bohaterowie czasów transformacji |                                     | Krzysztof Skonieczny, Paweł Dobrowolski |                 | Komuna//Warszawa Warszawa                                    |
| 2011          | Ławka rezerwowych                                             | Marcin Kołaczkowski, Michał Walczak | Marcin Kołaczkowski                     | Roman Kobalt    | przedstawienie impresaryjne                                  |
| 2012          | Sie kochamy                                                   | Murray Schisgal                     | Dariusz Taraszkiewicz                   | Harry Berlin    | Teatr Kamienica/Ale! Teatr                                   |
| 2012          | Single i remiksy                                              | Marcin Szczygielski                 | Olaf Lubaszenko                         | Nirek           | Teatr Capitol w Warszawie                                    |
| 2013          | Edith i Marlene                                               | Eva Pataki                          | Márta Mészáros                          | Marcel, Théo    | Mazowiecki Teatr Muzyczny Operetka                           |
| 2013          | Motyle są wolne                                               | Leonard Gershe                      | Zbigniew Lesień                         | Don             | Bałtycki Teatr Dramatyczny im. Juliusza Słowackiego Koszalin |
| 2015          | Między łóżkami                                                | Norm Foster                         | Artur Barciś                            |                 | Teatr Capitol w Warszawie                                    |
| 2016          | Single po japońsku                                            | Marcin Szczygielski                 | Olaf Lubaszenko                         | Nirek           | Teatr MY                                                     |
| 2019          | Dwie pary do pary                                             | Billy Van Zandt, Jane Milmore       | Olaf Lubaszenko                         | Frankie         | Teatr Capitol w Warszawie                                    |
| 2020          | Czarno to widzę, czyli wymieszani posortowani                 | Marcin Szczygielski                 | Ewa Kasprzyk                            | Kajetan Niemiec | Omenaa Foundation / Teatr Palladium                          |
| 2021          | Kochane pieniążki (Funny Money)                               | Ray Cooney                          | Vic                                     | Jerzy Bończak   | Teatr Capitol w Warszawie                                    |
| 2022          | Prezent urodzinowy (Birthday Suite)                           | Robin Hawdon                        | Tony, włoski kelner                     | Jerzy Bończak   | Teatr Capitol w Warszawie                                    |
| 2023          | Berek, czyli upiór w moherze                                  | Marcin Szczygielski                 | Ewa Kasprzyk                            | Wojtek          | Teatr Gudejko                                                |
| 2024          | Bóg mordu (Le Dieu du carnage)                                | Yasmina Reza                        | Johnny Witty                            | Michel          | Scena Relax                                                  |
| 2024          | Bez hamulców                                                  | Laurent Baffie                      | Artur Barciś                            |                 | Wydział Produkcji                                            |

## Życie prywatne
30 grudnia 2004 ożenił się z Katarzyną Misiewicz. Mają córkę Zuzannę (ur. 21 maja 2005 w Krakowie) i syna Piotra (ur. 2018).